# 一條兼香
一條兼香（1693年1月12日—1751年9月21日／元祿五年十二月十六－寬延四年八月初二），法號後圓成寺，是江戶時代中期的公卿；櫻町天皇的關白，也是藤原北家攝關家的一條家當主。

## 生涯
一條兼香在元祿五年（1693年）出生，是父母鷹司房輔及山科氏（山科言行女）的第四子，後過繼給沒有兒子的一條兼輝。元祿十五年（1701年）元服及敘從五位。享保三年（1718年）任內大臣，後曾轉任右大臣、左大臣，至元文二年（1737年）接替二條吉忠成為關白。
寬延四年（1751年）七月二十九受賜准三宮，三日後逝世，享年58歲。

## 家庭
- 父：鷹司房輔（日语：鷹司房輔）
- 母：山科氏
- 養父：一條兼輝（日语：一条冬経）
- 妻：淺野綱長（日语：浅野綱長）女
- 繼室：池田智子（池田軌隆女，岡山藩藩主池田綱政（日语：池田綱政）養女）
- 子女：
  - 一條道香
  - 鷹司基輝（日语：鷹司基輝）
  - 醍醐兼純（日语：醍醐兼純）
  - 良演
  - 一條顯子（御三卿一橋家德川宗尹正室）
  - 一條子（水戶藩藩主德川宗翰正室）
  - 一條重子（紀州藩藩主德川宗將繼室）
  - 一條富子（桃園天皇女御，後桃園天皇生母）
- 養子女
  - 鷹司輔平（閑院宮直仁親王第四皇子、鷹司基輝養子）

| 王位覬覦者                         | 王位覬覦者                                                       | 王位覬覦者                         |
| ---------------------------------- | ---------------------------------------------------------------- | ---------------------------------- |
| 前任： 一條兼輝                    | 一條家當主 1751年9月21日－1751年9月21日                          | 繼任： 一條道香                    |
| 前任： 二條吉忠                    | 藤氏長者 1737年9月23日－1747年1月25日                            | 繼任： 一條道香                    |
| 官衔                               |                                                                  |                                    |
| 前任： 二條吉忠                    | 內大臣 1722年6月16日－1723年3月7日 1723年3月14日－1726年10月10日 | 繼任： 櫛笥隆賀                    |
| 前任： 廣幡豐忠                    | 內大臣 1722年6月16日－1723年3月7日 1723年3月14日－1726年10月10日 | 繼任： 松木宗顯                    |
| 前任： 二條吉忠                    | 右大臣 1726年10月10日－1737年11月28日                            | 空缺下一位持有相同頭銜者：二條宗熙 |
| 前任： 二條吉忠                    | 左大臣 1737年11月28日－1745年3月15日                             | 繼任： 西園寺致季                  |
| 前任： 二條吉忠                    | 關白 1737年9月23日－1747年1月25日                                | 繼任： 一條道香                    |
| 空缺上一位持有相同頭銜者：近衛家久 | 太政大臣 1746年4月18日－1751年9月18日                            | 空缺下一位持有相同頭銜者：近衛內前 |